# Jean-Pierre Minckelers
Jean-Pierre Minckelers   (Maastricht, 2 de desembre de 1748 - Maastricht, 4 de juliol de 1824) va ser un acadèmic holandès i inventor de gasificació i il·luminació de carbó.
Als setze anys passà a Lovaina, on estudià teologia i filosofia en el Col·legi "Faucon", del qual en fou professor l'any 1772, ensenyant filosofia natural. En aquella època l'atenció científica es dirigia a l'obtenció del millor gas per als globus, i per aquest estudi es nomenà un comitè del qual formà part Minckelers. Aquest publica una Mémoire sur l'air inflamable tiré de différentes substances (Lovaina, 1784), en la que resumia els seus estudis que resultaren excel·lents, ja que a banda que el seu gas feia pujar els globus ràpidament, el portà a aplicar-lo a la il·luminació.
En traslladar l'emperador Josep II la Universitat de Lovaina a Brussel·les, Minckelers continuà en aquesta de professor; però en ser de nou tornada a Lovaina preferí quedar-se a Brussel·les, on després fou nomenat professor de física i química de l'Escola Central de La seva ciutat (Maastrich).
El seus experiments sobre destil·lació de gas d'hulla produïren el 1785 la primera il·luminació per gas, que encara que llavors no tingué aplicació comercial, prenuncià la il·luminació moderna de les ciutats.